# La Xava
La Xava una novela escrita por Juli Vallmitjana, publicada en 1910 en la imprenta L'Avenç de la Rambla de Cataluña de Barcelona bajo el seudónimo J. V. Colominas.  Pese a ser un éxito entre los lectores, los sectores conservadores de la cultura del momento la rechazaron y despreciaron, tanto por su contenido como por su forma.  
La Xava se sitúa en los barrios más pobres de Barcelona (los que se encuentran deabajo del Montjuïc que, según el autor, son los únicos de la ciudad con carácter).  Así, sus protagonistas son prostitutas y ladrones. Una marginalidad que el autor conocía de primera mano y de la que no se hacía eco la literatura burguesa de la primera década del XX, en el modernismo y del novecentismo. Por otro lado, Juli Vallmitjana tenía una prosa muy poco pulida, llena de errores gramaticales ante los ojos de los académicos.
Sin embargo, su capacidad narrativa resulta brillante y llena de vitalidad cuando los personajes hablan: es el catalán de los marginados, una lengua que se llena del sentido del idioma, de ritmo y de intención. La fuerza de La Xava radica, precisamente, en que la historia es realista y los personajes son realistas porque su habla es también realista. Juli Vallmitjana es el único escritor que se metió a fondo en la lengua de los barrios bajos, tal y como lo había hecho con la de los gitanos. Por tanto, de La Xava fluye un catalán lleno de vitalidad, impuro e impecable que sorprende por su fuerza, por su rareza e, incluso, por su existencia.